# 波洛哈奇夫
51°22′16″N 28°36′1″E / 51.37111°N 28.60028°E
波洛哈奇夫（烏克蘭語：Полохачів），是烏克蘭北部的村莊，隸屬日托米爾州的科羅斯滕區。該村面積0.73平方公里，海拔高度189米，2001年人口307，人口密度每平方公里420.55人。